# 小布利特斯多夫
小布利特斯多夫（德語：Kleinblittersdorf，發音：[ˌklaɪnˈblɪtɐsdɔʁf]）是德国萨尔兰州萨尔布吕肯地区联合体的市镇，总面积27.19平方千米，2023年12月31日总人口为10,786人。

## 名称
该地与法国的格罗斯布利代斯特罗夫（Grosbliederstroff）相邻，后者的德语名即“大布利特斯多夫”。